# いすゞ・アクシオム
いすゞ・アクシオム（AXIOM）は、2001年からいすゞ自動車が北米市場で販売していたクロスオーバーSUV。

## 概要
2001年北米市場に上級クロスオーバーSUVとして投入された。当時北米市場向けに投入された最新SUVであり、最後の自社開発SUVとなった。その後、タイ及びアジア市場に向け、D-MAXベースのMU-7がSUVとして販売されているが、あくまでもピックアップトラックベースのクルマである。1998年にフルモデルチェンジしたUES型ウィザード（北米仕様:ロデオ）のコンポーネントをベースに、北米市場で新たに開拓されたクロスオーバージャンルに向けたSUVである。

## 型式
形式名はE-UPS26FW。（UPSはアクシオム独自の形式で、26は6VE1エンジン搭載を表し、FWはウィザード同様UES系統のロングホイールベース車を表す。）

## 車名の由来
車名の由来は英語で公理、原則を意味する。名前を決定する際に、北米いすゞの公式サイトにて事前にクルマを公開し、インターネットを通じて名称を応募。約3万通の応募の中から選ばれた。（AXIOMという名称で応募した中から1名に新車が1台プレゼントされた。）

## 歴史

### 1997～ZACCAR（アクシオムの起源）
1997年、第32回東京モーターショーに参考出品されたコンセプトカーのザッカー（ZACCAR ）が起源であり、UESミューのコンポーネントをベースに、ショートボディで観音開きのドアとオープンデッキを備えたユニークなSUVであった。ザッカーは、ビークロスに続いて国内市場に投入するスペシャリティSUVとして企画されたものの、ビークロスの販売実績から、今後ショートボディのSUVを投入しても拡販が見込めないことからザッカーの市販化は見送られることになった。全長4,285 mm×全幅1,790 mm×全高1,730 mm、ホイールベース2,460 mm、タイヤサイズ245/65R17。

### 1999～ZXS（アクシオム事前コンセプトカー）
1999年の第33回東京モーターショーに、コンセプトカーZXSが参考出品された。ZXSは、後にアクシオムとなるSUVを国内市場に投入するための市場リサーチとストーリー作りを兼ねて製作された。ベースとなったのは、UESウィザードであり、ZACCARで好評だったフロントマスクとリアセクションをうまく組み込み、ロングボディに仕立てられた。エクステリアは、アクシオムとほぼ同じデザインであったが、インテリアに関してはコンセプトカー独自の仕立てがなされていた。全長4,590 mm×全幅1,840 mm×全高1,650 mm、ホイールベース2,700 mm、タイヤサイズ245/55R19。

### 開発体制
ザッカーを起源とするアクシオムは、本来日本市場をメインとしたビークロスに続く個性的な少量生産車として開発が立ち上げられた(当初は少量生産車開発＝ZIPカープロジェクトとして開発体制が立ち上げられた。)その後、UES型ミューをベースとしたショートボディでは販売台数が見込めず、ザッカーとしての市販化を断念。替わって同じUES系のロングボディであるウィザードをベースとしたロングボディの5ドアSUVとして商品開発が進められる。その際に、日本国内だけではなく、北米市場をメインとした海外市場への販売も検討され、ZIPカープロジェクトから一般的な新車開発体制に格上げされた。
商品企画としては、販売面で著しい伸びを示していたミニバンやステーションワゴンの要素も検討された。最終的にいすゞが得意とするSUVにステーションワゴン的な要素とビークロスが持っていたスポーティでスペシャルティな要素も取り込んで完成したのがアクシオムであった。
開発コードは「178」で、ビークロスの「175」から続く開発コードである。（「176」はビークロスUS仕様、「177」は不明。）

### 生産体制
生産は、UES型ウィザードと同じアメリカ・インディアナポリスにあるSIAで行われていた。
2003年いすゞの経営改革により、SIAの経営から撤退,資本をスバルに100％売却し、その後スバルへの委託生産という形で生産を続け、2004年末をもって生産を終了した。

### 2001～アクシオム市販
2001年北米市場にて販売が開始された。市販化に先立ち、2001年1月のロサンゼルスオートショーを皮切りに、デトロイトショー、ニューヨークショーにて市販車が一般公開され、同年4月に正式に販売が開始された。エンジンは、6VE1(V6、3,500 cc）のみ。駆動方式はトルクオンデマンド（TOD = トルクスプリット式4x4）を追加した4WDと2WD。トランスミッションはすべて4速ATのみ。グレードは、標準グレードがS、上級タイプがXS（Sグレードに本革シート、サンルーフ等を追加）。ボディカラーは、6色。内装色はタンのみ。なお、投入から間もなく、グレー内装の追加、フリーホイールハブの廃止と、それに伴うホイールキャップ形状の変更、フロントブレーキのシングルキャリパーから2ポットキャリパーへの変更などが行われている。

### 2003～マイナーチェンジ
途中ボディカラーの変更や、内装色の変更（タン色が廃止され、ベージュとグレーが追加）された後、2003年秋アクシオムとして大幅なマイナーチェンジが行われた。外観の変更は、フロントマスクへのメッキガーニッシュの追加、テールゲート中央へのガーニッシュ追加、リアルーフスポイラーの追加など、小幅なものに留まった。しかしエンジンは、いすゞ初の直噴ガソリンエンジン（DIGE：ダイレクトインジェクションガソリンエンジン）に変更され、型式こそ同じ6VE1ながら、大幅な出力向上（230 PS → 250 PS）が図られるとともに、燃費が10 ％ 向上し、さらに排出ガスの浄化が図られ、クリーンでパワフルなエンジンとなった。エンジン変更に伴い、トランスミッションもロックアップ機構の変更がなされ、出力向上に対応するとともに、変速ショックの低減と燃費の向上にも寄与した。

### 販売状況
2001年から2005年まで、約2万台程度が北米市場で販売された。目標販売台数は当初月販2,000台の計画であったが、販売当初から目標達成が厳しく、販売状況はあまり芳しくなかった。2002年頃のいすゞ自動車本体の業績不振や、北米いすゞの販売不振も重なってSUVの自主開発の中止につながり、2004年をもってSIA（当時はスバルいすゞオートモーティブ）での生産が終了し、販売も在庫がなくなり次第終了となった。北米市場での販売が振るわなかった理由としては、北米いすゞの販売体制もさることながら、アクシオムの商品性も要因であったと言われる。ロデオ（ウィザード）より上級SUVでありながら、サイズ的にあまり大きくなかったこと（特に全幅の狭さ）や、特徴であった外観のデザインがどちらかといえば線の細い繊細なものであったことから、市場に受け入れられなかったようである。

### 日本市場への導入について
2001年の第35回東京モーターショーに北米専売車として参考出品され、日本市場への導入要望は非常に高く、発売の噂が絶えなかった。しかし当時国内で展開されていたSUV系販売網のいすゞスクエアジャパンの業績不振により、アクシオムを国内市場へ投入しても採算が合わないと判断され、国内投入は見送られた。その後いすゞスクエアジャパンが北米仕様の左ハンドル車を少量並行輸入することも検討されたが、これも実現されなかった。
本来日本市場をメインターゲットに開発されたSUVであったため、左ハンドルを右ハンドルに変更すれば、大幅な変更をせずに国内法規に対応することができたらしい。ごく少数が個人輸入されたが、車検などは問題なく通過している。

## 機構

### 駆動方式
2WD（FR）と4WDの2タイプを全グレードで用意。TODと呼ばれる電子制御トルクスプリット4WDであり、UESウィザードと同じくインパネの運転席側に設置されたダイアルスイッチにより2WD - TOD（4H） - 4Lの3通りにトランスファーと副変速機の切り替えが可能であった。4WD仕様を選択するとリアブレーキがベンチレーテッドディスクになる点もUESウィザードと同じである。また4WDはLSDが標準装備である。

### エンジン

#### 初期型6VE1
6VE1型3,500 cc DOHCガソリンエンジンで、75°という特異なバンク角を持ち、オールアルミ製で、ヘッドカバーにマグネシウムを採用していた。さらに電子制御スロットルや64bitのCPU、イオンセンシングシステム等のメカニズムが搭載されていた。出力は230 PS/5,400 rpm、トルクは32.0 kg・m/3,000 rpm。基本的にビッグホーンUBS26型の最終モデル(2001年一部改良型）と同じ内容のエンジンである。

#### 最終型6VE1(DIGE=直噴ガソリンエンジン)
2003年夏、アクシオム最初にして最後のマイナーチェンジが行われた際に搭載されたエンジン。同型式で直噴化が図られた。直噴ガソリンエンジンの技術では、直噴ディーゼルエンジンで培った技術を生かし、出力の大幅な向上、燃費の向上、排出ガスのクリーン化を行った。基本的に噴射系メカニズムの変更が中心であったが、ヘッドカバーの材質がマグネシウムからアルミに変更されている。出力は250 PS/5,400 rpm、トルクは34.0 kg・m/3,000 rpm。なお、この6VE1エンジンをもって、いすゞはガソリンエンジンの自主開発を終了し、最後のガソリンエンジンとして初の直噴ガソリンエンジンで幕を閉じることとなった。

### シャーシ・サスペンション
- シャーシ
  - 3分割式ラダーフレーム

- サスペンション
  - フロント：ダブルウィッシュボーン（トーションバースプリング）
  - リア：5リンクリジット（コイルスプリング）

基本的にUES型ウィザードの2000年モデルをベースとしたシャーシ・サスペンションであるが、3,500 cc V6エンジンの搭載や、上級スポーツSUVとしての開発コンセプトにより、シャーシ、ボディ、サスペンションの剛性感を中心とする総合的な強化が図られている。フレームでは補強の追加、ボディではスポット溶接点数の大幅な増加、サスペンションではスプリングレートとショックアブソーバーの減衰力を高めている。また、UESウィザード同様、電子制御セミアクティブサスペンションを上級グレードのXSに採用。スイッチ操作により、減衰力をスポーツ（硬め）とコンフォート（標準）の2段階に切り替えることが可能。タイヤ・ホイールは全車同一仕様で、235/65R17のタイヤにAXIOMオリジナルの6スポークアルミホイールが用意されていた。2002年 - 2003年モデルでは、クロームコートのアルミホイールがオプションで用意されていた。

## 仕様遍歴

### 装備
装備は、全車標準装備で、運転席パワーシート、クライメートコントロール（オートエアコン）一体オーディオ（カセット付き、6スピーカー）、リクライニング機構付きリアシート、本革ステアリング、本革シフトノブ、マルチインフォメーションディスプレイ（温度計、ドライブコンピューター、コンパス機能を搭載）、クルーズコントロールを装備。最上級グレードXSには、本革シート（助手席もパワー化）、CD6連奏チェンジャー（センターコンソールボックス内に装着）、ホームリンク付き自動防眩ルームミラー（ホームリンクとはメモリー機能により自宅ガレージのシャッターを車内から開けることができるシステム）が標準装備となる。基本的にインテリアはUESウィザードのフロアやインパネをベースに構築されているが、センターコンソールや、ドアトリム、メーター類は専用設計となっている。センターコンソールは、マルチインフォメーションディスプレイを収納する関係から専用設計になっている。
メーター文字盤の書体はアクシオム専用のものとなっている。
- 2002モデル：Sグレードにスポーツタイプのシート表皮を設定。（合皮のタン/ブラックツートン）コンソールのトリム色変更（タン → ブラック）

- 2003モデル：内装色にグレーを設定。タンを廃止し、ベージュに変更。（ボディカラーにより、グレーかベージュのどちらかとなる。）

- 2004モデル：オーディオのカセットテーププレーヤー廃止。ATの変更により、クライメートコントロール下のパワースイッチ廃止。リアスポイラー追加、フロントグリル及びテールゲートにガーニシュを追加。

### ボディカラー・内装色
- 2002モデル

【初期】
- アルパインホワイト（既存色：UBSビッグホーン最終型等に設定）
- キャナルブルーマイカ（北米専用色）
- ブロンドグレイメタリック（北米専用色（アクシオム専用））
- ガーデングリーンマイカ（既存色：UESウィザード等に設定）
- スターゴールドメタリック（北米専用色（アクシオム専用））
- アスレチックメタリック（北米専用色（アクシオム専用））

【一部改良時】
- スターゴールドメタリック廃止
- エボニーブラック設定（UBSビッグホーン等に設定）

※ 内装色は、全ボディカラー「ブラック/タン」ツートンのみの設定。
- 2003モデル

【継続設定】
- アルパインホワイト
- ブロンドグレイメタリック
- アスレチックメタリック

【新色設定】
- ブラックダイアモンドメタリック（北米専用色（アクシオム専用））
- クリスタルブルーメタリック（北米専用色（UESウィザード等に設定）
- カレントレッドマイカ（北米専用色（UESウィザード等に設定）
- ミストラルグリーンマイカ（北米専用色（UESウィザード等に設定）

※ 標準グレードSの内装色はすべてグレー。上級グレードXSは、アルパインホワイト、
カレントレッドマイカ、ミストラルグリーンにベージュ色を設定。その他はグレーのみ。
- 2004モデル

【継続設定】
- アルパインホワイト
- ブラックダイアモンドメタリック
- クリスタルブルーメタリック
- ミストラルグリーンマイカ

【新色設定】
- エクセシブレッドマイカ（北米専用色（UESウィザード等に設定）
- パウェリットシルバーメタリック（北米専用色（UESウィザード等に設定）
- ミネラルブルーメタリック（北米専用色（アクシオム専用））

※ 標準グレードSの内装色はすべてグレー。上級グレードXSは、アルパインホワイト、
エクセシブレッドマイカ、ミストラルグリーンにベージュ色を設定。その他はグレーのみ。
- 北米SIAの工場では水性塗料を使用していたため、エボニーブラックやアルパインホワイトを除き、日本国内で生産されていたボディカラーとは違った色を開発し、使用していた。
- 2004年モデルの新色である「エクセシブレッドマイカ」は、2003年発表のコンセプトカー「XSF」に使用された「エクセシブレッドカスタムペイント（グラスベットテクノロジー）」をベースに、パール系の成分を抜いて開発されたボディカラーであった。

## アクシオム・コンセプトカー
2002年、デトロイトオートショーにおいてアクシオムのコンセプトモデル 「XSF」「XSR」「XST」 の3台が発表された。（「XSF」は2001年暮れSEMAショーにて先行発表）
この3台の名称として共通する点は「XS」の2文字。それはアクシオムの最上級グレードの名称であり、XS = EXCESIVE = 際立つという意味があり、3台それぞれの得意分野で際立ったパフォーマンスを発揮するという意味が込められていた。

### XSF
「XSF」のFは、Forceの略であり、より力強い意味があり、ストリート系ハイパフォーマンスカーとして、エンジン、サスペンションをチューニングして高性能化を図り、ストリートで魅せるカスタマイズ性を提案した。

### XSR
「XSR」のRは、Roardstar（ロードスター）の略であり、アクシオムのボディを短く、低くし、ビークロスの派生コンセプトモデル「VX-o2」と同じく、SUVロードスターの提案をした。

### XST
「XST」のTは、SUT（スポーツユーティリティトラック）のTを表し、レジャーやスポーツユースを狙ったSUTをさらにラリーカー的に仕上げて、エンターテイメント性溢れる提案をした。
2001年発表のコンセプトカー「GBX」に引き続き、北米いすゞによる完全なデザイン開発と、「VX-o2」を手がけたイタルデザインカルフォルニアによるモデル製作が行われ、3台ともクオリティの高いモデルとして発表することができた。しかし、この3台をもっていすゞSUVのコンセプトカーは休止となった。アクシオムの発展性や可能性を追求すべく未来を見据えたモデルであったが、ここでいすゞSUVの道が途絶えてしまった。有終の美を飾るために誕生したわけではないが、既存モデルのコンセプトカーでありながら非常に華のあるモデルであった。